# D-ViNe
D-ViNe fue un grupo musical mixto de rhythm and blues y pop, formado por el cantante Gio, Celia, Ale y Mery. Fueron finalistas del concurso de televisión Salvemos Eurovisión de TVE en 2008 para representar a España en el Festival de la Canción de Eurovisión 2008 con la canción "I Do You".

## Discografía

### Recopilaciones
| Año  | Álbum               | Peak | Ventas  | Certificación |
| Año  | Álbum               | SPA  | Ventas  | Certificación |
| ---- | ------------------- | ---- | ------- | ------------- |
| 2008 | Salvemos Eurovisión | 34   | +30.000 | Gold          |

### Sencillos
| Year | Title    | SPA | Álbum               |
| ---- | -------- | --- | ------------------- |
| 2008 | I Do You |     | Salvemos Eurovision |

## Televisión
| Año  | Show                    | Personaje              | Tipo         | Canal             |
| ---- | ----------------------- | ---------------------- | ------------ | ----------------- |
| 2008 | Fama, ¡a bailar!        | Actuación "I Do You"   | Reality Show | Cuatro            |
| 2008 | Pink TV                 | Entrevista             | Actualidad   | MTV               |
| 2008 | Gente                   | Entrevista             | Actualidad   | TVE               |
| 2008 | Corazón                 | Entrevista             | Actualidad   | TVE               |
| 2008 | Salvemos Eurovisión     | Finalistas             | Eurovision   | TVE               |
| 2008 | La Tarde de Extremadura | Entrevista y Actuación | Actualidad   | Canal Extremadura |